# Mindaugas Panka
Mindaugas Panka (* 1. Mai 1984 in Alytus) ist ein litauischer Fußballspieler.

## Karriere
Panka begann seine Karriere bei Dainava Alytus, wo er bis 2002 aktiv war. 2002 wechselte er zum FC Vilnius. Nach zwei Spielzeiten wechselte er 2004 für eine Saison zu Lokomotive Moskau, kam aber zu keinem Einsatz in der Ersten Mannschaft. 2005 wurde er mit FC Vilnius Vierter der höchsten litauischen Spielklasse, in der darauffolgenden Saison konnte der siebente Platz erreicht werden. 
2007 folgte der Wechsel zu Vėtra Vilnius, wo er aber nur bis August 2007 blieb. Daraufhin wechselte er nach Polen zu Widzew Łódź. Bereits in seiner ersten Saison stieg der Verein aus der höchsten polnischen Spielklasse ab, es fehlte ein Punkt zum Klassenerhalt. In der darauffolgenden Saison konnte man zwar den Titel in der zweiten Liga erringen, jedoch durfte der Verein wegen Problemen mit der Lizenz nicht aufsteigen. 2009/10 konnte dann der Aufstieg geschafft werden. Im Sommer 2012 wechselte er ablösefrei zum Ligakonkurrenten Ruch Chorzów. 
Es folgte 2013 der Wechsel nach Israel zu Hapoel Ironi Kirjat Schmona und 2015/16 bestritt er jeweils eine halbe Saison für Maccabi Petach Tikwa und Hapoel Petach Tikwa. Das folgende Jahr stand er bei Hapoel Akko unter Vertrag. Anfang 2018 kehrte er zurück in seine Heimat zu Atlantas Klaipėda, wo sein Vertrag Mitte des Jahres aufgelöst wurde. Nach einem Jahr Pause spielt er für die Amateure von Navigatoriai Vilnius.

## Nationalmannschaft
Für Litauen spielte Panka insgesamt 39 Mal in der A-Mannschaft. Sein Debüt gab er beim freundschaftlichen Länderspiel gegen Estland am 22. November 2008 in Kuressaare. Er wurde in der 63. Minute eingewechselt. Das Spiel endete 1:1. 

## Erfolge
- Aufstieg in die höchste polnische Spielklasse: 2010
- Israelischer Pokalsieger: 2014